# Chanson de l'Oignon
A Chanson de l'Oignon ("Canção da Cebola", em francês) é uma marcha francesa aproximadamente de 1800. 
Segundo a lenda, ele se originou entre os granadeiros da Guarda Imperial de Napoleão. Antes da Batalha de Marengo, Napoleão encontrou alguns granadeiros esfregando uma cebola no pão. "Muito bom", disse ele, "não há nada melhor do que uma cebola para marchar na estrada para a glória." 

## Música
Os versos da Chanson de l'Oignon estão em 6/8, enquanto o refrão está em 2/4. Isso tem o efeito de tornar os versos mais líricos e o refrão mais militar, embora ambos permaneçam no mesmo andamento que convém a uma canção de marcha. 
| J'aime l'oignon frit à l'huile, J'aime l'oignon car il est bon. J'aime l'oignon frit à l'huile, J'aime l'oignon, j'aime l'oignon. Refrain: Au pas camarades, au pas camarades, Au pas, au pas, au pas, Au pas camarades, au pas camarades, Au pas, au pas, au pas. Un seul oignon frit à l'huile, Un seul oignon nous change en Lion, Un seul oignon frit à l'huile, Un seul oignon un seul oignon Refrain Mais pas d'oignons aux Autrichiens, Non pas d'oignons à tous ces chiens, Mais pas d'oignons aux Autrichiens, Non pas d'oignons, non pas d'oignons Refrain Aimons l'oignon frit à l'huile, Aimons l'oignon car il est bon, Aimons l'oignon frit à l'huile, Aimons l'oignon, aimons l'oignon Refrain | Gosto da cebola frita ao óleo, Gosto da cebola quando boa está, Gosto da cebola frita ao óleo, Gosto da cebola, gosto da cebola Refrão: Ao passo, camaradas, ao passo, camaradas, Ao passo, ao passo, ao passo, Ao passo, camaradas, ao passo, camaradas, Ao passo, ao passo, ao passo Uma só cebola frita ao óleo, Uma só cebola nos torna leões, Uma só cebola frita ao óleo, Uma só cebola, uma só cebola Refrão Mas sem cebolas para os austríacos, Sem cebolas para esses cães Sem cebolas para os austríacos, Sem cebolas, sem cebolas Refrão Gosto da cebola frita ao óleo, Gosto da cebola quando boa está, Gosto da cebola frita ao óleo, Gosto da cebola, gosto da cebola Refrão |
| | |

## Na cultura popular
- O refrão foi usado para a canção infantil "Eu Perdi o Dó da Minha Viola", e para a canção sueca "Små grodorna" ("Os sapinhos").
- O Chanson de l'Oignon é apresentado na série de filmes Das Finale do anime Girls und Panzer.